# Francisco Javier Peral Perianes

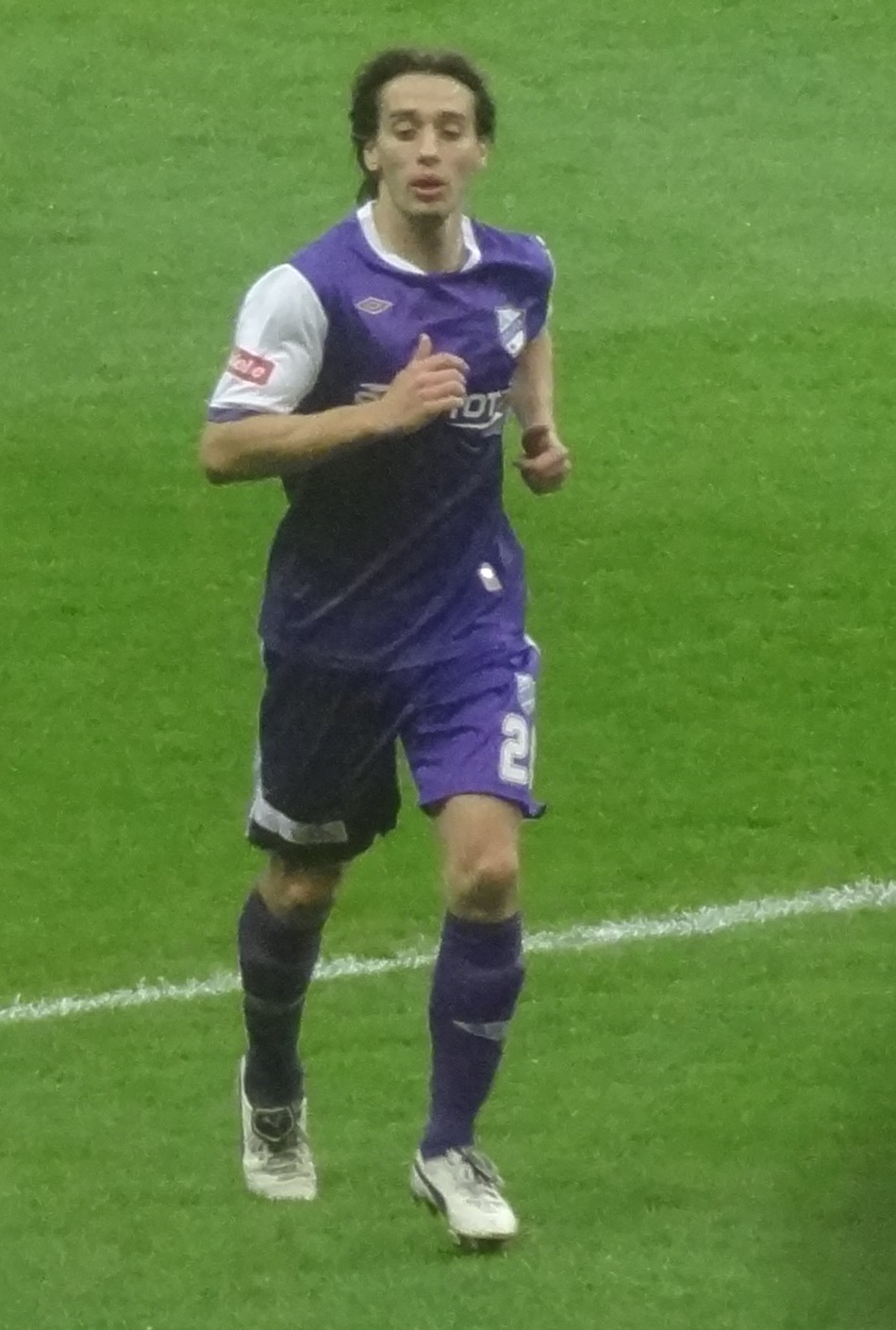

Francisco Javier Peral Perianes (Moraleja, 4 november 1983), voetbalnaam Javito, is een Spaans profvoetballer. Hij speelt sinds 2013 als aanvaller bij Hércules CF.
Javito speelde van 2004 tot 2006 bij Barça B, het tweede elftal van FC Barcelona dat uitkomt in de Segunda División B. De aanvaller speelde één officiële wedstrijd voor het eerste elftal. Op 7 november 2004 startte Javito in de basis in het UEFA Champions League-duel tegen Sjachtar Donetsk. Lionel Messi maakte in diezelfde wedstrijd eveneens zijn officiële debuut in het eerste elftal, maar in tegenstelling tot de Argentijn heeft Javito zich niet weten te ontwikkelen tot een vaste waarde in de hoofdselectie. Om die reden besloot hij in 2006 de overstap te maken naar het Griekse Aris Saloniki, waar Guillermo Hoyos, een voormalig jeugdtrainer bij FC Barcelona, toen coach was. Van januari 2011 tot medio 2011 werd hij verhuurd aan Deportivo de La Coruña. In seizoen 2011-2012 kwam hij uit voor Olympiakos Piraeus.